# 미국 남태평양 지역 육군
미국 남태평양 지역 육군(United States Army Force in South Pacific Area (USAFISPA))은 제2차 세계 대전 당시 태평양 전구의 남태평양 지역에 주둔했었던 미국 육군을 가리킨다.

## 역사
일본 제국과의 전쟁 개시에 따라 태평양 지역을 북, 중앙, 남으로 나눴을 때 체스터 W. 니미츠 제독은 북태평양과 중부태평양 지역은 직접 지휘했으나, 남태평양 지역 만은 따로 사령관으로 VADM 로버트 곰레이를 임명하였다. 현장에 배치된 로버트 곰레이 장군은 곧 모든 육군병력을 통제하려면 육군사령관이 필요한 점을 깨닫고 1942년 7월 7일, 밀라드 F. 하몬(Millard F. Harmon Jr.) 소장을 임명하였다.
뉴칼레도니아에 주둔하고 있던 태스크포스 6814(TF 6814)가 1943년 5월, 아메리칼 사단으로 재편성되어 남서태평양 전구에 투입되었다.
1944년 8월 1일, 남태평양 일대에 주둔하는 육군의 주둔지를 관리하기 위해 남태평양 기지사령부로 재편성되었다.
1945년 6월 7일, 몰락 작전 중에서 올림픽 작전에 따라 큐슈를 침공하게 될 제6군, 제8군을 지원하기 위해 ASCOM-O로 재편성됨과 함께 루손으로 옮겨갔다. ASCOM-O는 미국 서태평양 육군의 지휘를 받으며, 델 카멘에 각각 Base Section 1,2,3를 조직하고 팜팡가, 루손섬의 육군 주둔군을 관리통제하였다.
1945년 6월 15일, 뉴칼레도니아 ISCOM을 기반으로 남태평양 기지사령부를 재편성하였다. 8월 15일에 일본의 항복한 이후에는 같은 날에 제6군, 10월에 미국 중부태평양 육군로 전속하였다.

## 편성
- 남태평양 보충훈련사령부; (불명) ~ 1944년 8월 13일, 중앙태평양 지역 전투훈련사령부(CTC)로 전속.
- 남태평양 지역 보급근무대(SOS, SPA); 1942년 11월 10일 ~ 1944년 8월 20일, 폐지됨.
- 남태평양 지역 미국 육군 항공군 (AAF/SPA)
  - 주뉴질랜드 미국 항공군, 본부 - 오클랜드; 1944년 8월 20일 ~ 12월 31일
  - 주그린 제도 미국 항공군, 본부; 1944년 2월 5일 ~ 1945년 1월 1일
  - 주에미라우 미국 항공군, 본부; 1944년 3월 15일 ~ 6월 25일
- 제6보충창 - 뉴칼레도니아; 1944년 9월 11일, 보충훈련사령부로 전속.

제도/열도 사령부 Islands Commands (ISCOMS)
- 제1(I) ISCOM - 뉴칼레도니아; 1942년 3월 12일 ~ 1944년 8월 20일
  - 태스크포스 6814 (TF 6814)
- 제2(II) ISCOM
  - 피지 ISCOM/주판탄(Fantan) 미국 항공군, 본부; 1942년 11월 10일 ~ 8월 20일
    - 에파테섬/Force 9156/제3(III) ISCOM 하위기지, 1943년 3월 23일 ~ 1944년 8월 20일

  - 부건빌섬 1943년 12월 15일 ~ 1945년 1월 15일
- 제4(IV) ISCOM - 에스피리투산토섬/기지사령부, 1942년 5월 28일, 1943년 2월 17일 ~ 1944년 8월 20일
- 제5(V) ISCOM - 과달카날/과달카날 근무사령부, 1943년 2월 15일 ~ 10월 8일(임시); 1944년 8월 20일
- 제6(VI) ISCOM - 뉴조지아 제도, 1943년 9월 1일 ~ 1945년 1월 1일
- 제7(VII) ISCOM - 러셀 제도/ISCOM RI/과달카날 하위기지, 본부; 1943년 6월 25일 ~ 1945년 1월 10일
- 월리스
- Upalo
- 투투일라섬
- 누쿠페타우 환초, 1944년 11월 7일 ~ ?

## 역대 사령관
| #  | 사진 | 군종/계급   | 성명                                 | 취임일           | 이임일         | 비고 |
| -- | ---- | ----------- | ------------------------------------ | ---------------- | -------------- | ---- |
| 1. |      | 항공대 소장 | Millard F. Harmon Jr. 밀라드 F. 하몬 | 1942년 7월 26일  |                |      |
| 2. |      | 소장        | Rush B. Lincoln 러시 B. 링컨         | 1942년 10월 20일 |                |      |
| 3. |      | 소장        | Charles F. Thompson 찰스 F. 톰프슨   | 1943년 3월 6일   |                |      |
| 4. |      | 항공대 소장 | Millard F. Harmon Jr. 밀라드 F. 하몬 | 1943년 4월 8일   |                |      |
| 5. |      | 지상군 소장 | Maxwell Murray 맥스웰 뮤레이         | 1944년 7월 8일   | 1944년 8월 1일 |      |

| #  | 사진 | 군종/계급   | 성명                                  | 취임일          | 이임일          | 비고 |
| -- | ---- | ----------- | ------------------------------------- | --------------- | --------------- | ---- |
| 1. |      | 지상군 소장 | Maxwell Murray 맥스웰 뮤레이          | 1944년 8월 1일  | 1944년 8월 10일 |      |
| 2. |      | 지상군 소장 | Frederick Gilbreath 프레데릭 길브레스 | 1944년 8월 10일 |                 |      |
| 3. |      | 지상군 소장 | Maxwell Murray 맥스웰 머레이          | 1945년 5월 16일 | 1946년          |      |

## 기록

### 소속
- 미국 서태평양 육군, 1945년 6월 7일
- 제6군, 1945년 8월 15일
- 미국 중부태평양 육군, 1945년 10월

### 계보
- 1942년 7월 7일, United States Army Force in South Pacific Area (USAFISPA)
→미국 남태평양 지역 육군
- 1944년 8월 1일, South Pacific Base Command (SPBC)
→남태평양 기지사령부
- 1945년 7월 6일, Army Service Command O (ASCOM-O)
→육군근무사령부-O
- 1946년 8월 1일, South Pacific Base Command (SPBC)
→남태평양 기지사령부

## 참고
1. 1 2  OrbatWWIIPTO 1959, 189(201)쪽.

- “Order of Battle of The United States Army Ground Forces In World War II: Pacific Theater of Operations” (PDF) (영어). Washington D.C.: Office of Military History, United States Army. 1959: 185-214(197-226). 2017년 11월 9일에 확인함.